# Hitodama

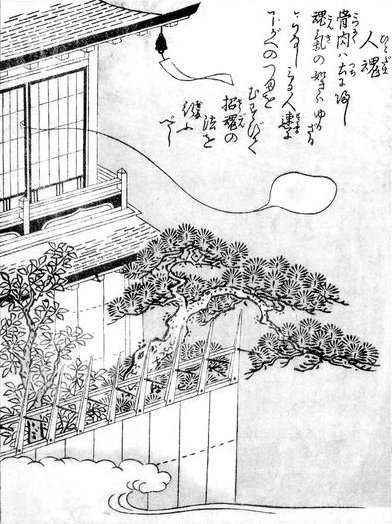
Hitodama dans le Konjaku Gazu Zoku Hyakki par Toriyama Sekien

Dans le folklore japonais, les hitodama (人魂, « âme humaine ») sont des boules de feu qui flottent le plus souvent au milieu de la nuit. Elles passent pour être les « âmes des morts qui se sont séparées de leurs corps », d'où leur vient leur nom.

## Aperçu
Les hitodama sont mentionnés dans la littérature des temps anciens. Dans le Man'yōshū se trouve le poème suivant :

« Lorsque tu es seul et rencontres le bleu complet d'un hitodama, tu penses naturellement que c'est le chagrin une nuit pluvieuse () »

— Man'yōshū (livre d'Amasaki) chapitre 16

Ils sont souvent confondus avec les onibi et les kitsunebi mais comme les hitodama sont considérés comme l'« apparence des âmes qui ont quitté le corps et volent dans les airs », ils sont à proprement parler une idée générale différente.
En ce qui concerne leur forme et leur nature, ils possèdent des caractéristiques communes à travers le Japon mais certaines différences peuvent aussi être considérées en fonction de la zone. Ils volent en rampant à une altitude peu élevée. Ils ont une couleur qui est bleu, orange, ou rouge et ont aussi une queue mais qui peut être courte ou longue. Quelques-uns ont été observés pendant la journée.
Dans la préfecture d'Okinawa, les hitodama sont appelés tamagai et à Nakijin en particulier, ils ont la réputation d'apparaître avant la naissance d'un enfant et dans certaines régions passent également pour être des flammes mystérieuses qui détournent les humains vers leur mort.
À Kawakami, district d'Inba dans la préfecture de Chiba, (à présent Yachimata), les hitodama sont appelés tamase et passent pour sortir du corps 2 ou 3 jours après la mort d'un homme et d'aller vers les temples ou les personnes avec lesquels ils ont une profonde relation et faire un grand bruit dans les volets de tempête et les jardins, mais ce son ne peut être entendu que par ceux qui ont une intime relation avec l'esprit. Par ailleurs, en ce qui concerne ceux qui n'ont pas vu un tamase à l'âge de 28 ans, un tamase peut venir à eux en disant « rencontrons-nous, rencontrons-nous » (aimashou, aimashou), de sorte que même ceux qui n'en ont pas vu à 28 ans font semblant d'en avoir vu.

## Théories
Selon une théorie, « comme les funérailles avant la guerre étaient des sépultures, il était habituel que le phosphore issu du corps réagisse à l'eau lors des nuits pluvieuses et produise de la lumière, et la maigre connaissance de la science par les masses a produit l'idée des hitodama ». 
Une autre possibilité est qu'ils proviennent de lucioles, dont trois espèces sont communes au Japon : Luciola cruciata (源氏  ホタル, Genji hotaru, qui signifie « luciole de Genji »), Luciola lateralis (平家 ホタル, Heike hotaru, « luciole de heike ») et Colophotia praeusta. Tous ces coléoptères mangeurs d'escargots et leurs larves sont connus pour leur capacité à fabriquer des éléments de leur corps brillant de (bioluminescence) et de les faire clignoter en rythme. Tous les ans au parc Fusa à Tokyo est célébrée la légendaire fête Hotarugari (蛍狩り, qui signifie « attrape luciole »). Ils ont également été pris pour des étoiles filantes non reconnues, des animaux avec des bryophytes lumineuses, des gaz provenant de marécages, des ampoules ou des hallucinations visuelles. Des hitodama artificiels ont aussi été créés à l'aide de gaz combustible (expérience avec du méthane en 1976 par Masao Yamana, professeur d'université).
Dans les années 1980, Yoshiko Ootsuki a avancé l'idée qu'ils sont composés de « plasma de l'air ».
Cependant, certains hitodama ne peuvent être expliquée par les théories ci-dessus aussi sont-ils censés provenir de phénomènes différents.